# Iré-le-Sec
Iré-le-Sec är en kommun i departementet Meuse i regionen Grand Est (tidigare regionen Lorraine) i nordöstra Frankrike. Kommunen ligger i kantonen Montmédy som tillhör arrondissementet Verdun. År 2022 hade Iré-le-Sec 151 invånare.

## Befolkningsutveckling
Antalet invånare i kommunen Iré-le-Sec
| Referens: INSEE |